# 殺人告白
是2012年上映的一部韓國動作驚悚片，是導演鄭秉吉執導的首部商業長片，由鄭在詠、朴施厚主演。片中三場重要動作戲的拍攝就占時近總拍攝期的一半，耗資也達總經費的三分之一。

## 劇情介紹
一個犯下連環殺人案的殺人犯始終逍遙法外，直到訴訟有效期截止當天，一名受害者家屬跳樓自殺，使得負責該案件的刑警崔邢久一直耿耿於懷。兩年後，自稱該案件的凶手李斗石因所出版的自傳書《我是殺人犯》成為暢銷書而一舉成名，自然也引起崔邢久的注意。

## 演員陣容
- 鄭在詠 飾演 崔邢久
- 朴施厚 飾演 李斗石
- 鄭海均 飾演 J先生
- 金姈愛 飾演 韓智秀
- 崔元英 飾演 太錫
- 金宗久 飾演 捕蛇人
- 趙恩智 飾演 崔江淑
- 吳勇 飾演 江道赫
  - 韓思明 飾演 青年道赫
- 朴雄 飾演 金俊範院長
- 張美子 飾演 出版社社長
- 閔智雅 飾演 鄭秀妍
- 柳帝勝（류제승）飾演 鄭賢植
- 張光 飾演 電視台局長
- 李載九 飾演 朴PD
- 孫鐘鶴 飾演 國民辯論主持人
- 金珉賞 飾演 鄭敏權
- 裴晟佑 飾演 光洙
- 鄭建榮（정건영）飾演 副導演
- 車清華 飾演 張真閣
- 金地慶（김지경）飾演 朴記者
- 崔熙真 飾演 節目女記者
- 金孝錫 飾演 新聞主播
- 白賢珠 飾演 米酒餐館老闆
- 金大鎮 飾演 刑警1
- 金慶一（김경일）飾演 刑警2
- 李佑鎮（이우진）飾演 刑警3
- 金中敦 飾演 刑警4
- 卞正賢 飾演 保鑣2
- 李凤辇 飾演 高中生
- 鄭敏潔 飾演 高中生
- 具惠玲 飾演 出版社社長秘書
- 姜奉成 飾演 山林聽職員

## 獎項榮譽
| 年份   | 頒獎禮                     | 獎項            | 入圍者       | 結果 | 參考         |
| ------ | -------------------------- | --------------- | ------------ | ---- | ------------ |
| 2013年 | 第49屆百想藝術大獎         | 電影部門 劇本獎 | 鄭秉吉       | 獲獎 | [ 8 ]        |
| 2013年 | 第50屆大鐘獎               | 新人導演獎      | 鄭秉吉       | 獲獎 | [ 9 ] [ 10 ] |
| 2013年 | 第50屆大鐘獎               | 新人演員獎      | 朴施厚       | 提名 | [ 9 ] [ 10 ] |
| 2013年 | 第50屆大鐘獎               | 攝影獎          | 金基泰       | 提名 | [ 9 ] [ 10 ] |
| 2013年 | 第50屆大鐘獎               | 剪輯獎          | 南娜詠       | 提名 | [ 9 ] [ 10 ] |
| 2013年 | 第31屆布魯塞爾國際奇幻影展 | 驚悚獎          | 《殺人告白》 | 獲獎 | [ 11 ]       |
| 2014年 | 第34屆韓國黃金攝影獎       | 攝影獎銀獎      | 金基泰       | 獲獎 | [ 12 ]       |

## 改編作品
- 2017年日本電影《第22年的告白：我是殺人犯》[13]

## 外部連結
- 官方网站（页面存档备份，存于）
- NAVER上《殺人告白》的資料
- 韩国电影数据库（KMDb）上《殺人告白》的資料
- 互联网电影数据库（IMDb）上《殺人告白》的资料（英文）
- 豆瓣电影上《殺人告白》的資料 （简体中文）
- 《殺人告白》在HanCinema的页面（英文）
- Box Office Mojo上《殺人告白》的资料（英文）